# Villa Öhman

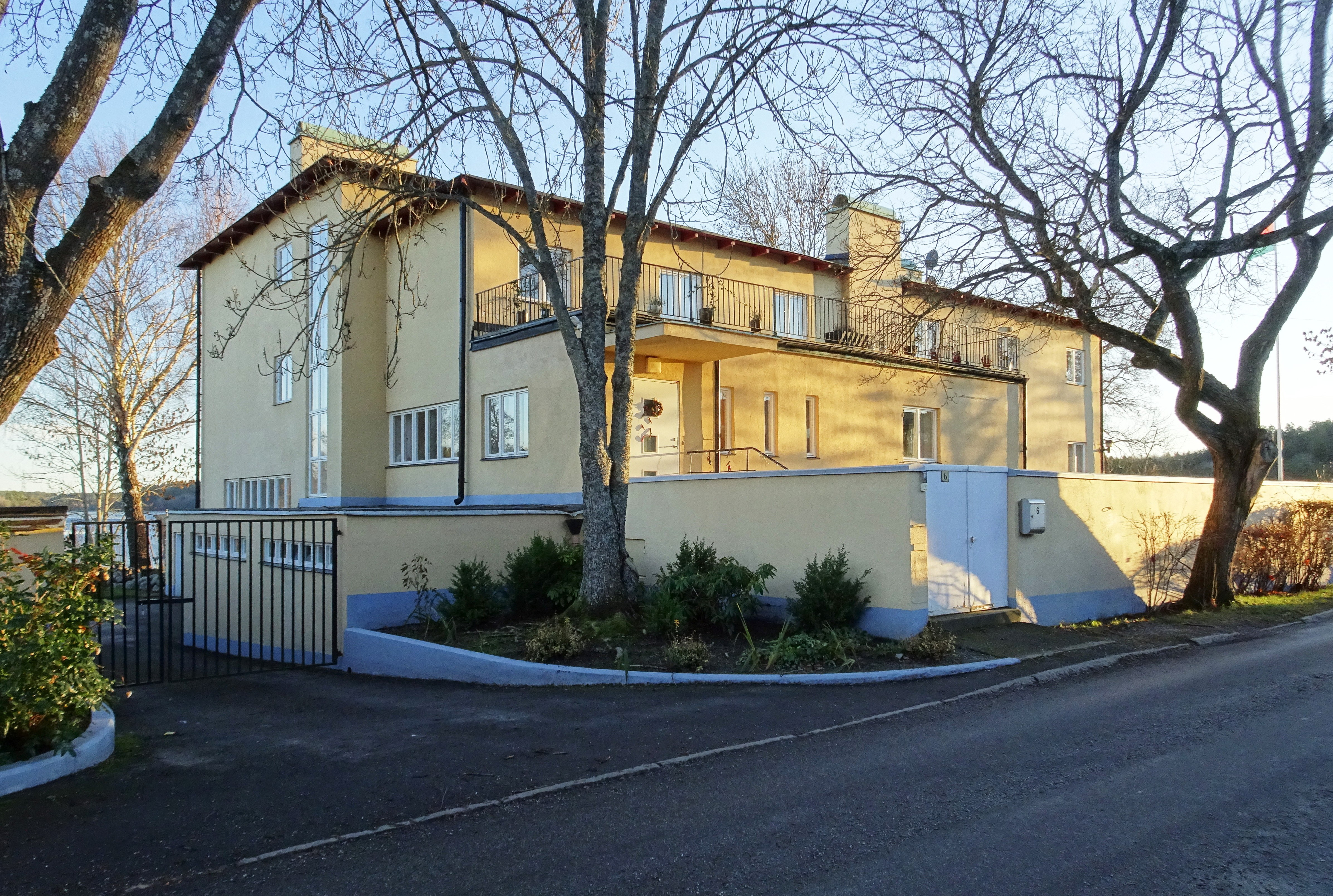
Villa Öhman vid Strandpromenaden 6.

Villa Öhman ligger vid Strandpromenaden 6 i Saltsjö-Duvnäs i Nacka kommun. Byggnaden ritades 1929 av arkitekt Sven Markelius i en tidig funktionalistisk stil. Villan är sedan 1970 residens för Kenyas ambassadör i Stockholm.

## Byggnadsbeskrivning
På en udde där Duvnäsviken övergår i Skurusundet uppfördes 1929-1930 Villa Öhman. Beställare var Torgny Öhman, son till Emric Öhman, en av AB Saltsjö-Dufnäs villatomters grundare. Till arkitekt anlitades Sven Markelius som ritade en av de första helt genomförda funkisvillorna i Stockholmstrakten. Enligt arkitekturskribenten Olof Hultin ett "inte helt lyckat försök" i funkisstil. 
Byggnaden i ljusgul slätputs består av flera volymer med olika höjd och utformning. I norr märks en mindre byggnadskropp i tre våningar, i söder och väster ansluter en volym i två våningar som trappar ner mot gatan. En halvrund veranda upplätter den annars strikta fasaden mot sjösidan. Till Villan hör en stor sjötomt och en mindre ö, kallad Gotlands holme, som kan nås via en gångbro.
Fastigheten förvärvades 1970 av Republiken Kenya från familjen Öhman och fungerar sedan dess som ambassadörsbostad för Kenyas ambassadör i Stockholm.

## Bilder

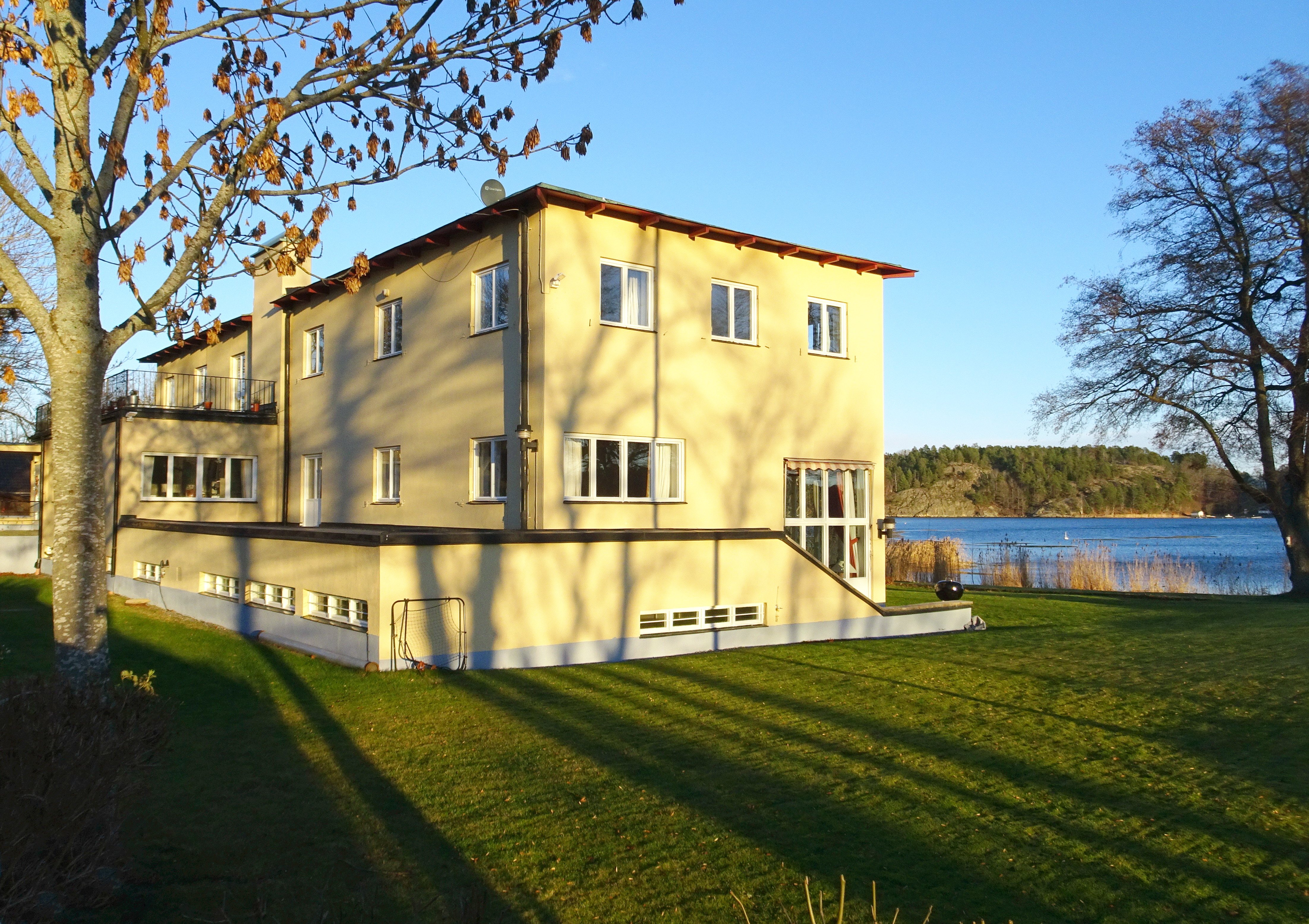
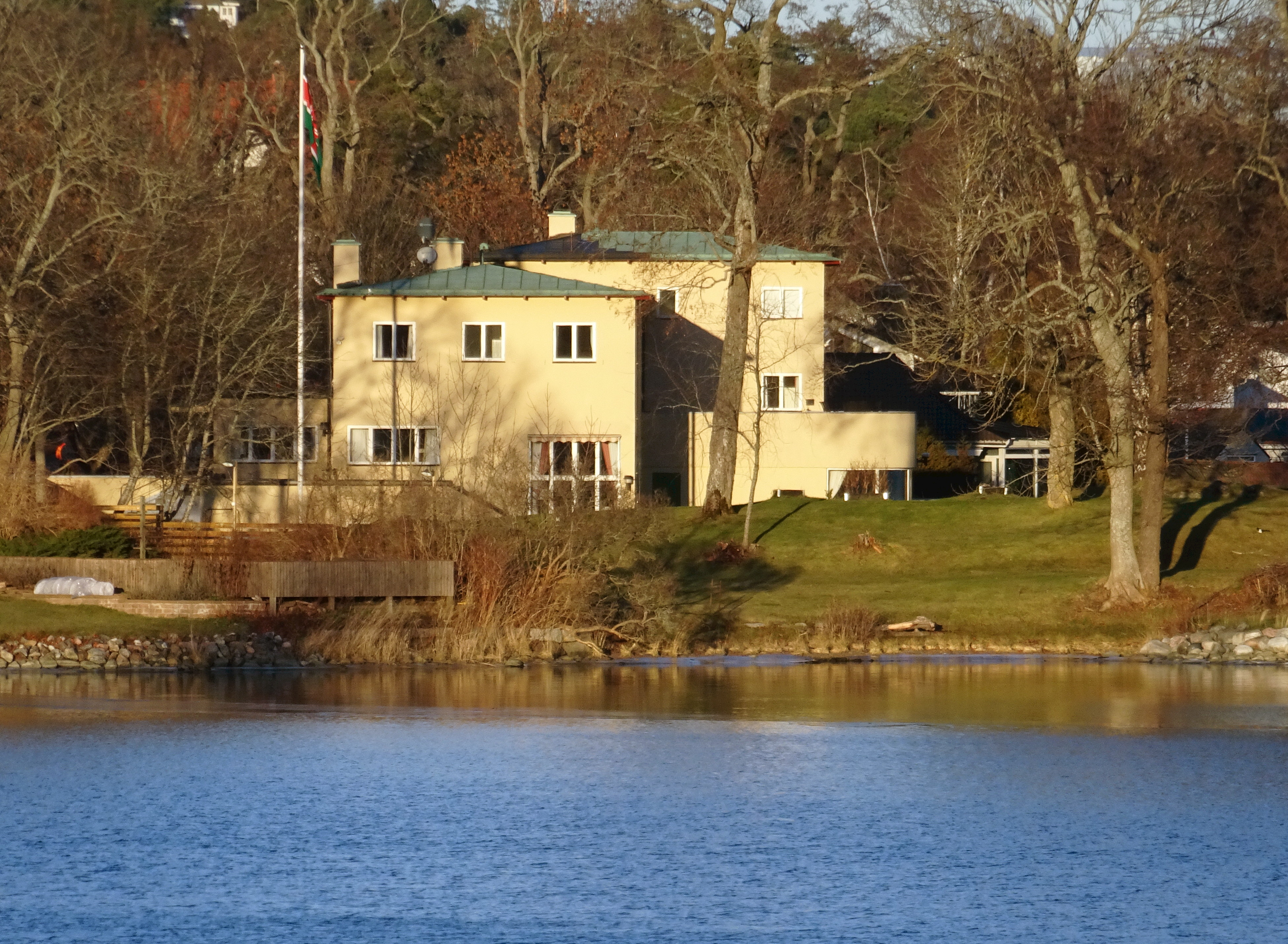
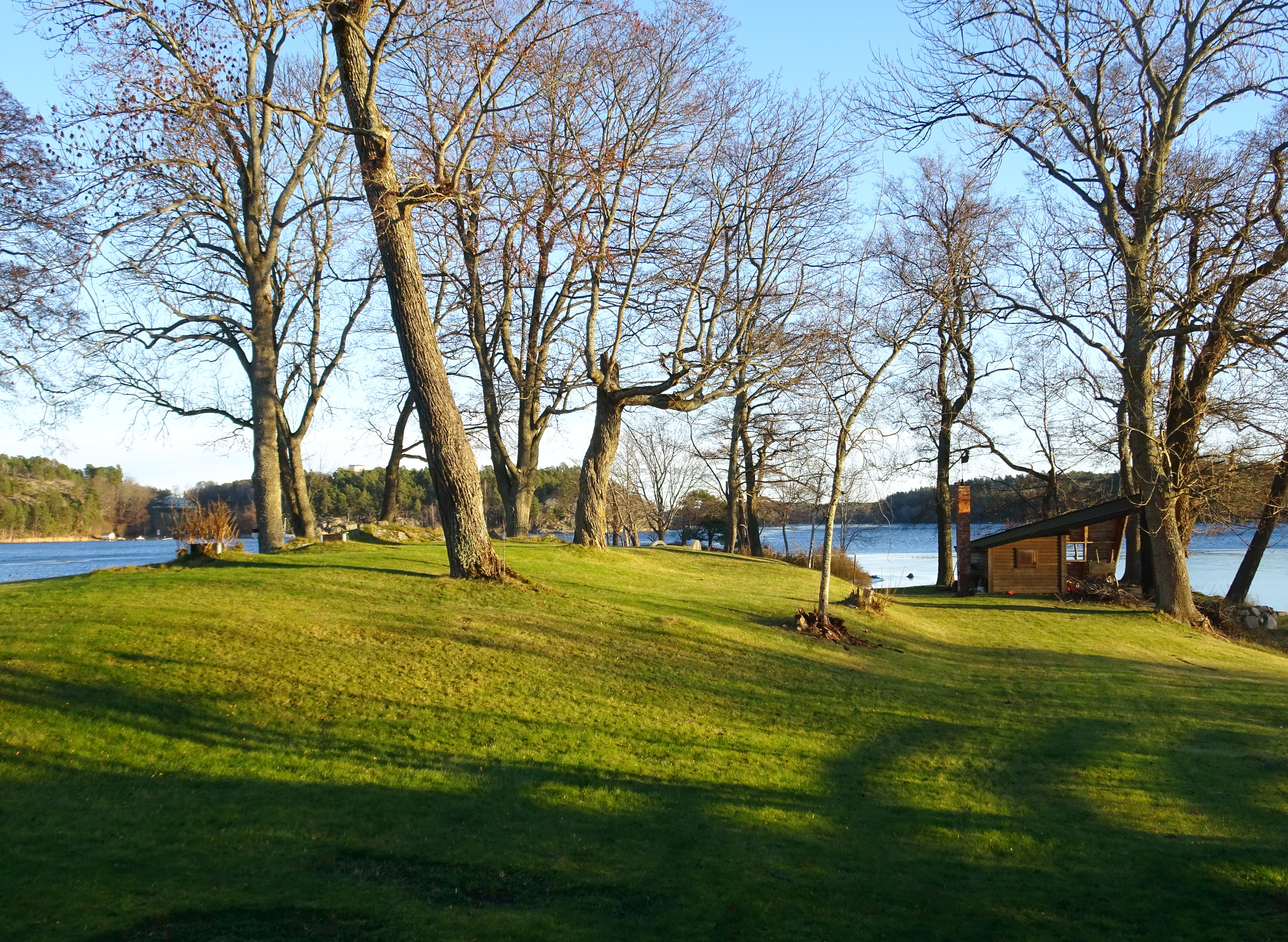
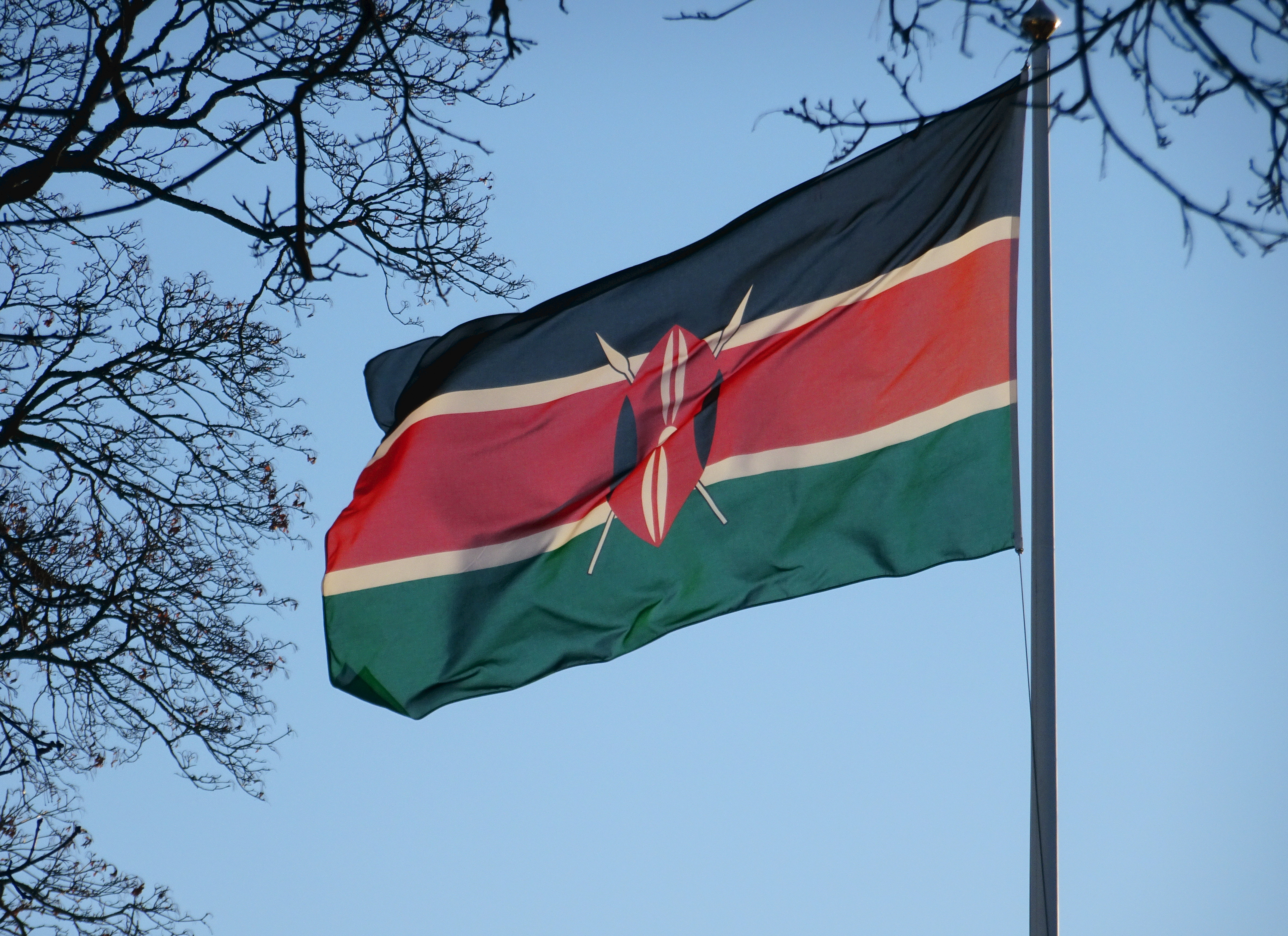